# Тимофеевка (Бурынский район)
Тимофеевка (укр. Тимофіївка) — село, Жуковский сельский совет, Бурынский район, Сумская область, Украина.
Код КОАТУУ — 5920983607. Население по переписи 2001 года составляло 138 человек.

## Географическое положение
Село Тимофеевка находится на расстоянии в 1,5 км от левого берега реки Чиж.
На расстоянии в 1 км расположены сёла Атаманское и Бижевка.
По селу протекает пересыхающий ручей с запрудой.
Рядом проходит автомобильная дорога Т-2504.